# Vortimer
Vortimer (galés: Gwerthefyr) es una figura de la tradición británica, un hijo del gobernante britano del siglo V Vortigern. Es recordado por su fiera oposición hacia los aliados sajones de su padre. En la Historia Regum Britanniae de Godofredo de Monmouth, él derroca a su padre y gobierna como uno de los reyes de Britania durante un breve periodo de tiempo antes de que su muerte devuelva a Vortigern al poder.

## Registros
Vortimer aparece por primera vez en el trabajo del siglo IX conocido como la Historia Brittonum. Según la Historia, Vortigern permite a los sajones bajo Hengest y Horsa asentarse en la isla de Thanet, y les ofrece provisiones a cambio de sus servicios como mercenarios. Vortigern pronto se muestra como un "rey ignorante", y el taimado Hengest lo manipula para que ceda más tierras y permita a más colonos venir de Alemania. Tras un terrible periodo de invasión sajona, exacerbado por un incluso más vergonzoso comportamiento por parte de Vortigern, Vortimer se levanta finalmente contra lo sajones. Él los hace retroceder hasta Thanet, y los enfrenta en cuatro batallas. En la tercera batalla Horsa y el hermano de Vortimer Catigern mueren; en la cuarta se hace retroceder a los sajones hasta el mar. Poco después, sin embargo, muere Vortimer. Él pide a sus seguidores que lo entierren en el lugar donde los sajones desembarcaron a Britania por primera vez como un tótem para evitar futuras invasiones. Sin embargo, sus seguidores no hicieron caso a su advertencia y los sajones retornaron.
Tres de los lugares de las batallas de Vortimer tienen nombre, y parecen tener correlación con las batallas de Kent que aparecen en la Crónica anglosajona. La Crónica no nombra a Vortimer, y de hecho reconoce a Vortigern como el líder britano en una de las batallas. 
El material legendario en la Historia Britonum fue ligeramente expandido tras la Historia regum Britanniae de Geoffrey de Monmouth, un recuento ficticio de los gobernantes de Britania. Aquí los britanos abandonan a Vortigern y alzan a Vortimer como rey de Britania. Después de haber expulsado a los sajones, Vortimer es envenenado por su madrastra Rowena (una sajona) y Vortigern recupera la corona.